# Surri
Surri es una localidad española perteneciente al municipio leridano de Vall  de Cardós, en la comunidad autónoma de Cataluña.

## Historia
La localidad, perteneciente por entonces al término municipal de Ribera de Cardós, contaba hacia mediados del siglo XIX con 66 habitantes. Aparece descrita en el decimocuarto volumen del Diccionario geográfico-estadístico-histórico de España y sus posesiones de Ultramar de Pascual Madoz de la siguiente manera:

SURRI: l, agregado al ayunt. de Ribera de Cardos en la prov. de Lérida (30 horas), part. jud. de Sort (6), aud. terr. y c. g. de Barcelona (52), dióc. de Seo de Urgel (9). sit. en el llano que se forma encima de una peña, el cual tiene 1/4 de hora de circunferencia, rodeado de elevadas montañas: le combaten los vientos del N. y S., y el clima es frio, pero sano. Consta de 12 casas, una igl. parr. dedicada á Sta. Coloma, cuyo curato de entrada es de patronato del duque de Cardona, y una ermita inmediata al pueblo, bajo la advocacion de San Juan Baulista. Confina el térm. por el N. Bonestarre y Anas (1/2 hora); E. Estaron (2), y S. y O Ribera de Cardos (1/4): hay en él algunas fuentes, y un pequeño riach. llamado r. de Rodá que tiene su origen en el estanque de Estahon y corre á incorporarse al r. Noguera Pallaresa. El terreno es pedregoso y participa de llano y monte, aunque esle último despoblado. caminos: el que conduce del interior de la prov. á los pueblos de la alta montaña y Francia: el correo se recibe por espreso de la estafeta de Ribera dos veces á la semana: prod.: trigo, centeno, cebada, patatas, y pocas hortalizas y frutas, yerba y pastos; cria ganados de todas clases, especialmente mular y vacuno; caza de perdices, liebres y gallinas monteses y pesca de truchas. ind.: agricultura y ganadería. comercio: el que resulta de la cria de ganados. pobl.: 9 vec., 66 alm. riqueza imp.: 13,247 rs. contr.: el 14'48 por 100 de esta riqueza.
(Madoz, 1849, p. 536)

La localidad pertenece en la actualidad al término municipal leridano de Vall de Cardós y contaba en 2021 con una población de 16 habitantes.